# 滑浩
滑浩（1444年—？），字宗源，浙江餘姚縣人，太醫院籍，明朝政治人物。

## 生平
早年出身國子生，順天府鄉試第一百十六名。成化十一年（1475年）乙未科進士。弘治間由刑部郎中出爲江西南昌府知府。

## 家族
曾祖滑伯仁。祖父滑孟驥，曾任醫學訓科。父滑志鏞，曾任良醫正。